# Železniška postaja Mirna
Železniška postaja Mirna je ena izmed železniških postaj v Sloveniji, ki oskrbuje naselje Mirna.